# Federico Delbonis
Federico Delbonis (ur. 5 października 1990 w Azul) – argentyński tenisista, zdobywca Pucharu Davisa 2016, olimpijczyk z Rio de Janeiro (2016).

## Kariera tenisowa
Zawodowy tenisista w latach 2007–2024.
W lipcu 2013 roku awansował do finału kategorii ATP World Tour w Hamburgu, po wyeliminowaniu m.in. Rogera Federera. W spotkaniu o tytuł przegrał 6:4, 6:7(8), 2:6 z Fabio Fogninim, nie wykorzystując w drugim secie trzech piłek meczowych.
Na początku marca 2014 roku Delbonis wygrał turniej ATP World Tour w São Paulo, gdzie w finale był lepszy od Paolo Lorenziego. W maju awansował do finału w Nicei, w którym przegrał z Ernestsem Gulbisem.
W kwietniu 2016 roku wygrał drugi w karierze turniej z cyklu ATP World Tour w Marrakeszu, w meczu mistrzowskim pokonując Bornę Ćoricia 6:2, 6:4. Pod koniec roku zdobył z reprezentacją Argentyny Puchar Davisa. W decydującym meczu o tytule pokonał 6:3, 6:4, 6:2 Ivo Karlovicia. Latem Delbonis zagrał na igrzyskach olimpijskich w Rio de Janeiro przegrywając w pierwszej rundzie singla i debla.
Na początku marca 2018 zwyciężył w konkurencji gry podwójnej w São Paulo partnerując Máximo Gonzálezowi. W sierpniu został finalistą debla w Kitzbühel, gdzie startował wspólnie z Danielem Braccialim.
Sezon 2019 Argentyńczyk zakończył z deblowym tytułem w São Paulo, partnerując Máximo Gonzálezowi. Razem z Horaciem Zeballosem został finalistą w Båstad.
W 2021 roku razem z Jaume Munarem osiągnęli finał zawodów w Santiago.
W rankingu gry pojedynczej Delbonis najwyżej był na 33. miejscu (9 maja 2016), a w klasyfikacji gry podwójnej na 110. pozycji (22 lipca 2019).

### Finały w turniejach ATP Tour
| Legenda                                      |
| -------------------------------------------- |
| Wielki Szlem                                 |
| Igrzyska olimpijskie                         |
| Tennis Masters Cup / ATP Finals              |
| ATP Masters Series / ATP Tour Masters 1000   |
| ATP International Series Gold / ATP Tour 500 |
| ATP International Series / ATP Tour 250      |

#### Gra pojedyncza (2–2)
| Końcowy wynik | Nr | Data             | Turniej   | Nawierzchnia   | Przeciwnik     | Wynik finału     |
| ------------- | -- | ---------------- | --------- | -------------- | -------------- | ---------------- |
| Finalista     | 1. | 21 lipca 2013    | Hamburg   | Ceglana        | Fabio Fognini  | 6:4, 6:7(8), 2:6 |
| Zwycięzca     | 1. | 2 marca 2014     | São Paulo | Ceglana (hala) | Paolo Lorenzi  | 4:6, 6:3, 6:4    |
| Finalista     | 2. | 24 maja 2014     | Nicea     | Ceglana        | Ernests Gulbis | 1:6, 6:7(5)      |
| Zwycięzca     | 2. | 10 kwietnia 2016 | Marrakesz | Ceglana        | Borna Ćorić    | 6:2, 6:4         |

#### Gra podwójna (2–3)
| Końcowy wynik | Nr | Data            | Turniej   | Nawierzchnia   | Partner           | Przeciwnicy                    | Wynik finału      |
| ------------- | -- | --------------- | --------- | -------------- | ----------------- | ------------------------------ | ----------------- |
| Zwycięzca     | 1. | 4 marca 2018    | São Paulo | Ceglana        | Máximo González   | Wesley Koolhof Artem Sitak     | 6:4, 6:2          |
| Finalista     | 1. | 4 sierpnia 2018 | Kitzbühel | Ceglana        | Daniele Bracciali | Roman Jebavý Andrés Molteni    | 2:6, 4:6          |
| Zwycięzca     | 2. | 3 marca 2019    | São Paulo | Ceglana (hala) | Máximo González   | Luke Bambridge Jonny O’Mara    | 6:4, 6:3          |
| Finalista     | 2. | 21 lipca 2019   | Båstad    | Ceglana        | Horacio Zeballos  | Sander Gillé Joran Vliegen     | 7:6(5), 5:7, 5–10 |
| Finalista     | 3. | 14 marca 2021   | Santiago  | Ceglana        | Jaume Munar       | Simone Bolelli Máximo González | 6:7(4), 4:6       |